# Ianiropsis setifera
Ianiropsis setifera is een pissebed uit de familie Janiridae. De wetenschappelijke naam van de soort is voor het eerst geldig gepubliceerd in 1950 door Gurjanova.